# Centrale nucléaire de Sizewell
La centrale nucléaire de Sizewell est une centrale nucléaire britannique, située à côté du petit village de pêcheurs du même nom, dans l'Est du comté de Suffolk en Angleterre.
L'exploitant du site est EDF Energy, filiale du groupe français EDF.
Le site est subdivisé en trois parties, qui sont à différents stades de leur exploitation :
- Sizewell A : comprenant deux réacteurs graphite/gaz de modèle Magnox, d'une puissance unitaire de 210 MWe. Ils sont à l'arrêt définitif depuis fin 2006 et en attente de démantèlement ;
- Sizewell B : un réacteur à eau pressurisée (REP) de 1 198 MWe développé par Westinghouse, en exploitation depuis 1995 ;
- Sizewell C : un projet de deux REP de type EPR de 1 650 MWe chacun, développés par EDF. Ils seraient identiques aux EPR d'Hinkley Point C actuellement en construction.

## Caractéristiques des réacteurs
Les caractéristiques des réacteurs sont données dans le tableau ci-après, les données sont principalement issues de la base de données PRIS (Power Reactor Information System) de l’Agence internationale de l'énergie atomique (AIEA).
Base de données établie par l'AIEA qui définit ainsi les termes :
- La puissance nette correspond à la puissance électrique délivrée sur le réseau et sert d'indicateur en termes de puissance installée,
- La puissance brute correspond à la puissance délivrée par l'alternateur (= puissance nette augmentée de la consommation interne de la centrale),
- La puissance thermique correspond, à la puissance délivrée par la chaudière nucléaire

Le début de construction correspond à la date de coulage des fondations du bâtiment réacteur. Une tranche (nom utilisé pour un réacteur complet) est considérée comme opérationnelle après son premier couplage au réseau. La mise en service commercial est le transfert contractuel de l’installation du constructeur vers le propriétaire ; en principe après réalisation des tests réglementaires et contractuels et après fonctionnement continu à 100 % pendant une durée définie au contrat de construction.
| Unité        | Statut          | Modèle      | Puissance   | Puissance   | Puissance        | Début de construction | Première divergence | Raccordement au réseau | Mise en service commercial | Arrêt définitif  |
| Unité        | Statut          | Modèle      | Nette [MWe] | Brute [MWe] | Thermique [MWth] | Début de construction | Première divergence | Raccordement au réseau | Mise en service commercial | Arrêt définitif  |
| ------------ | --------------- | ----------- | ----------- | ----------- | ---------------- | --------------------- | ------------------- | ---------------------- | -------------------------- | ---------------- |
| Sizewell A   |                 |             |             |             |                  |                       |                     |                        |                            |                  |
| SIZEWELL A-1 | Arrêt définitif | Magnox      | 210         | 245         | 1 010            | 1er avril 1961        | 1er juin 1965       | 21 janvier 1966        | 25 mars 1966               | 31 décembre 2006 |
| SIZEWELL A-2 | Arrêt définitif | Magnox      | 210         | 245         | 1 010            | 1er avril 1961        | 1er décembre 1965   | 9 avril 1966           | 15 septembre 1966          | 31 décembre 2006 |
| Sizewell B   |                 |             |             |             |                  |                       |                     |                        |                            |                  |
| SIZEWELL B   | Opérationnel    | SNUPPS (en) | 1 198       | 1 250       | 3 425            | 18 juillet 1988       | 31 janvier 1995     | 14 février 1995        | 22 septembre 1995          |                  |
| Sizewell C   |                 |             |             |             |                  |                       |                     |                        |                            |                  |
| SIZEWELL C-1 | En projet       | EPR         | ~1 630      | ~1 720      | ~4 524           |                       |                     |                        |                            |                  |
| SIZEWELL C-2 | En projet       | EPR         | ~1 630      | ~1 720      | ~4 524           |                       |                     |                        |                            |                  |

## Sizewell A

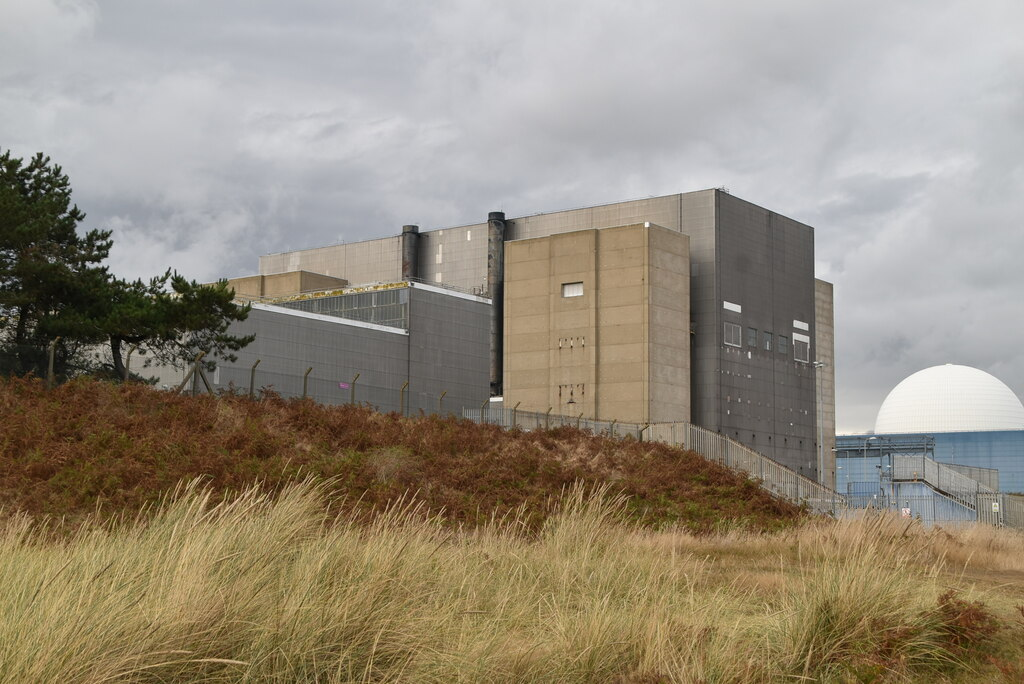
Sizewell A vue de la plage

La centrale de Sizewell A est construite dans la première moitié des années 1960 et mise en service commercial en 1966. Sizewell A comprend deux réacteurs Magnox, appartenant à la filière dite « graphite/gaz » (modérés au graphite et refroidi au gaz). Ils sont de technologie similaire aux réacteurs UNGG français développés à la même époque.
Chaque réacteur à une puissance thermique de 1 010 MWth pour une puissance électrique nette de 210 MWe,.
Après son arrêt définitif en 2006, Sizewell A va faire l'objet d'un long processus de démantèlement nucléaire qui pourrait durer une centaine d'années, sous la responsabilité de l'autorité britannique de démantèlement nucléaire (Nuclear Decommissioning Authority).

## Sizewell B

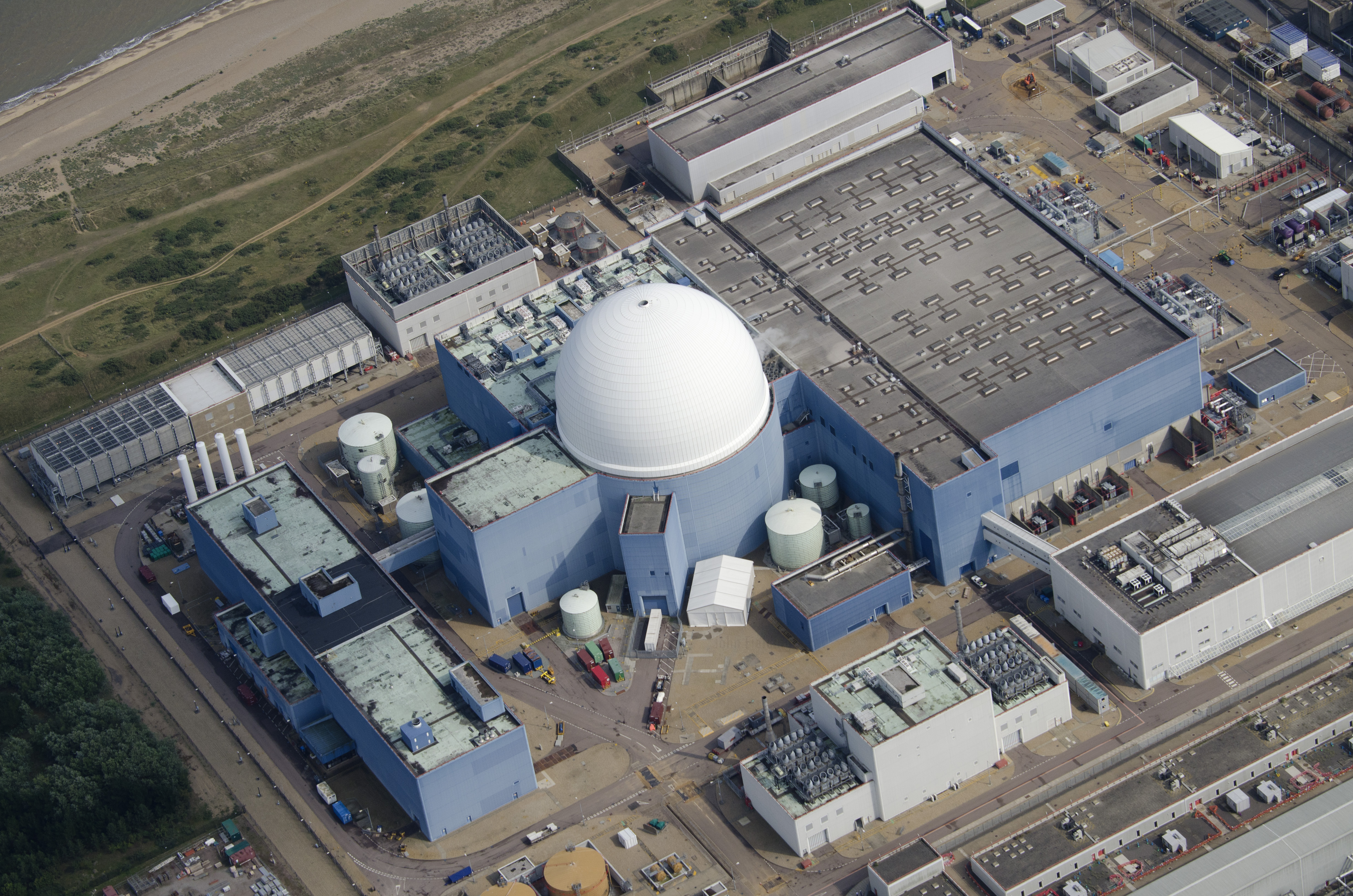
Vue aérienne du réacteur de Sizewell B

La centrale de Sizewell B est constituée d'un unique réacteur à eau pressurisée (REP) de modèle SNUPPS (en) conçu par l'entreprise américaine Westinghouse. Ce réacteur construit de 1988 à 1995 est le plus récent réacteur nucléaire au Royaume-Uni, et également le plus puissant avec une puissance électrique nette de 1 198 MWe. Il est initialement exploité par British Energy, puis par EDF Energy depuis 2009.
Il produit environ 3 % des besoins d'électricité du Royaume-Uni, et pour ses dix premières années de production, a permis d'éviter le rejet d'environ 60 millions de tonnes de gaz à effet de serre qui auraient été produits en utilisant des combustibles fossiles,.
Le réacteur de Sizewell B a une autorisation d'exploitation pour 40 ans (jusqu'en 2035), mais compte tenu de sa conception récente, il peut espérer une prolongation jusqu'à 60 ans soit 2055,.

## Sizewell C

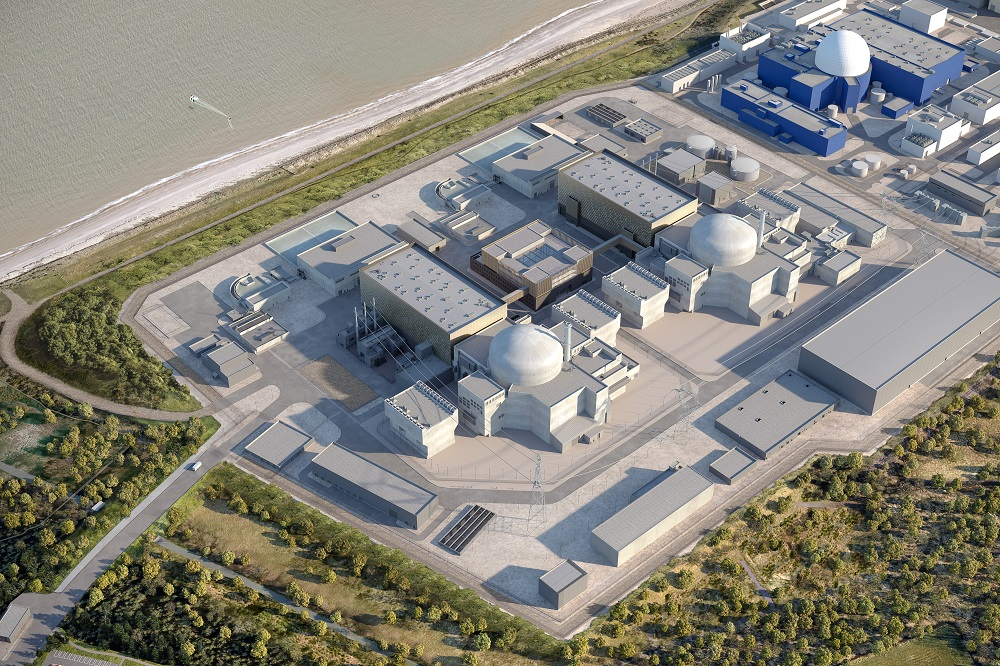
Rendu 3D en vue aérienne des EPR de Sizewell C (devant Sizewell B)

### Historique du projet
En septembre 2008, le gouvernement britannique annonce que deux nouveaux réacteurs seront construits sur le site de Sizewell, et devraient être similaires à ceux prévus à la centrale nucléaire d'Hinkley Point C. 
Après avoir racheté British Energy début 2009 pour 15,4 milliards d'euros, Électricité de France envisage la construction de deux paire d'EPR (de 1 600 MW chacun) dans les centrales nucléaires d'Hinkley Point (projet Hinkley Point C dit HPC) et de Sizewell (projet Sizewell C). Cette décision est par ailleurs controversée[Par qui ?]. Les deux paires d'EPR devraient fournir 13% de l’électricité britannique produite au début des années 2020.
Le 21 octobre 2015, un accord stratégique d'investissement est conclu entre EDF et CGN à l'occasion d'un sommet entre le président chinois Xi Jinping et le premier ministre britannique David Cameron, pour trois centrales nucléaires au Royaume-Uni. Cet accord traite du financement des EPR d'HPC, d'une participation financière de CGN dans les EPR de Sizewell, et de l'installation d'une paire de réacteurs chinois à la centrale nucléaire de Bradwell.
La consultation du public à Sizewell par EDF se termine en septembre 2019,, et EDF dépose en mai 2020 le dossier du permis de construire de Sizewell C auprès de l'autorité britannique. Le processus d'approbation du projet devrait prendre au moins 18 mois avant que le gouvernement ne prenne la décision finale. Sizewell C sera une quasi réplique d’Hinkley Point C afin de profiter du retour d’expérience, réduisant coûts et risques pour le projet. Selon les promoteurs du projet, elle créera 25 000 opportunités d'emploi, et 70% des investissements seront dépensés au Royaume-Uni. L'« autorisation de développement » est accordée par le ministre de l'énergie Kwasi Kwarteng le 20 août 2022.
L'autorisation pour le début des pré-travaux est donnée le 15 janvier 2024. Framatome signe en avril 2024 le contrat de fourniture des gros composants des deux EPR de Sizewell : cuve du réacteur, générateurs de vapeur, pressuriseur, circuit primaire, instrumentation du cœur, contrôle-commande, etc..

### Financement
Le 21 octobre 2015, un accord stratégique d'investissement pour trois nouvelles centrales nucléaires (Hinkley point C, Sizewell C et Bradwell), est conclu entre le Royaume-Uni et la république populaire de Chine ; bien qu'il n’y ait pas de plan de financement spécifique pour Sizewell. Il est prévu que le chinois CGN finance Sizewell C à hauteur de 20%.
En mars 2022, le Parlement britannique adopte une disposition législative permettant d'utiliser un mécanisme dit de « base d'actif régulé » pour financer le projet,.
Le 20 juillet 2022, le gouvernement britannique donne officiellement son feu vert au projet de construction de deux nouveaux réacteurs EPR sur le site de Sizewell C, projet évalué à 20 milliards de livres (23,4 milliards d’euros) et présenté par EDF comme la copie des deux réacteurs EPR d'Hinkley Point C, qu'EDF construit actuellement dans le Somerset, ce qui permettrait, selon EDF, des économies de 20 % sur les coûts de construction. La décision finale d'investissement d'EDF est attendue « courant 2023 ». Le scénario central en négociation entre EDF et le gouvernement prévoit un portage du projet à 20 % par EDF et à 20 % par le gouvernement britannique. Pour le solde, le gouvernement poursuit en parallèle la recherche de co-investisseurs privés avec la banque Barclays. Des investisseurs institutionnels comme Greencoat Capital LLC, l'un des plus gros gestionnaires de fonds d'énergie verte au Royaume-Uni, ont fait part de leur intérêt pour participer au financement d'un tel projet. REFNEC
En novembre 2022, le groupe chinois CGNPC (China General Nuclear Power Corporation), actionnaire minoritaire depuis ses débuts à hauteur de 20% du capital, quitte le projet, poussé vers la sortie par le gouvernement britannique qui reprend les parts du groupe chinois et monte à 50% dans le développement du projet Sizewell C. Si la décision finale d'investissement est prise, EDF ne gardera qu'une participation minoritaire (d'un maximum de 20%).
Le gouvernement anglais annonce en janvier 2024 apporter 1,3 milliard de livres (1,5 milliard d'euros) en plus des 1,3 milliard déjà engagés. Ces 2,5 milliards de livres sont destinés à « poursuivre les premiers travaux de construction avant une décision finale d'investissement ». Le montant total de la construction reste fixé à 20 milliards de livres (23,4 milliards d'euros), que le gouvernement veut trouver chez des investisseurs privés.
Le 29 août 2024, le ministère d'Ed Miliband chargé de la Sécurité énergétique et de la neutralité carbone, s'est dit prêt à débloquer un nouveau financement de 5,5 milliards de livres (6,5 milliards d'euros) pour le projet de construction de Sizewell C, dont le coût est évalué entre 20 et 30 milliards de livres. La recherche de co-investisseurs se poursuit : une dizaine d'investisseurs auraient été retenus, dont l'énergéticien Centrica, des fonds de pension britanniques et des fonds du Moyen-Orient.
Le gouvernement britannique promet le 3 juin 2025 d'investir 14,2 milliards de livres (soit presque 17 milliards d'euros au taux de change de 0,84 £/€ du 3 juin 2025) dans le projet. Après une visite d'État d'Emmanuel Macron au Royaume-Uni début juillet 2025, EDF annonce prendre une participation finale d'investissement à hauteur de 1,1 milliard de livre (soit 1,3 milliard d'€) dans le projet Sizewell C. EDF détiendra 12,5 % du futur projet,,.
Le 22 juillet 2025, le gouvernement britannique annonce sa décision d'investissement finale pour le projet de Sizewell C, dont le coût est désormais estimé à 38 milliards de livres, en livres de 2024 (43,8 milliards d'euros), soit près du double du devis initial de 20 milliards de livres. La mise en service des réacteurs est attendue dans la deuxième moitié des années 2030. La part de l'État dans le capital est de 44,9 % ; le deuxième actionnaire est la Caisse des dépôts et placement du Québec (CDPQ) (20 %), suivi par Centrica (propriétaire de British Gas) à 15 %, EDF à 12,5 % et le fonds britannique Amber Infrastructure (7,6 %, part qui pourra monter jusqu'à 10 %, sous 18 mois), associé à CDPQ. Le National Weath Fund, le fonds souverain britannique, fournira jusqu'à 36,6 milliards de livres de dette. La banque publique française Bpifrance fournira 5 milliards d'euros de garanties aux banques commerciales qui compléteront le financement.

### Opposition
Cette section ne s'appuie pas, ou pas assez, sur des sources secondaires ou tertiaires indépendantes du sujet. Le texte peut contenir des analyses inexactes ou inédites de sources primaires.
Pour l'améliorer, ajoutez-en, ou placez des modèles {{Source secondaire souhaitée}} ou {{Source secondaire nécessaire}} sur les passages mal sourcés. (juin 2025)
Deux organisations locales font campagne contre Sizewell C,. Cependant, en mai 2020, l'ONG Energy for Humanity publie une lettre ouverte appelant le ministère britannique de l'Énergie à soutenir le projet car - sans le nucléaire, « l'action sur le climat sera plus difficile, plus coûteuse et plus susceptible d'échouer ». Elle appel également à tirer les leçons d'Hinkley Point C ainsi que du programme éolien offshore au Royaume-Uni pour assurer un calendrier d'approvisionnement en temps opportun.
Des inquiétudes sont également exprimées concernant la China General Nuclear Power Corporation (CGN, actionnaire du consortium) controlée par le gouvernement chinois. En 2019, CGN et trois autres compagnies nucléaires chinoises sont mis sur liste noire par le département du Commerce des États-Unis pour avoir tenté d'acquérir une technologie nucléaire américaine de pointe et du matériel pour le détourner à des fins militaires.

## Sizewell C: projet «Mégatonne»
En 2022, un consortium composé d'EDF, l'Université de Nottingham, Strata Technology, Atkins et Doosan Babcock annonce l'achèvement de son projet de développement d'une installation de capture à grande échelle du CO2 atmosphérique utilisant 400 MWth de la chaleur produite par la centrale Sizewell C pour capter 1,5 Mt/an de CO2. 
Le consortium propose de construire l'usine de démonstration pour un investissement de 3 millions £ (soit 3,7 millions $ au taux de change de 0,81 £/$ du 11 juin 2022).